# Error
Error (зазвичай стилізується як ERROR) — гонконзький бой-бенд жанру кантопоп, створений завдяки реаліті-шоу талантів ViuTV «Good Night Show 全民造星» у 2018 році. Гурт складається з 4 учасників: Люнь Їп, Ді Го, Денис Квок та Покі Нґ. Error дебютували 2 грудня 2018 року з синглом «404».

## Історія

### Заснування
У липні 2018 року реаліті-шоу талантів ViuTV «Good Night Show 全民造星» почав шукати потенційних артистів. Після фіналу 12 із 99 конкурсантів були відібрані ViuTV для створення бой-бенду Mirror, але Люнь Їп, який посів третє місце, не був обраний. Пізніше телеканал опублікував в Інтернеті серію коротких відеороликів під назвою «Чудернацька пригода товстуна» (кит.: 肥仔大冒險), в яких показано, як Люнь Їп залучив своїх колег-учасників для створення іншого гурту. Останній і сьомий епізод серіалу, опублікований 2 грудня 2018 року, показав Люнь Їпа, Дениса Квока, Ді Го та Покі Нґ, які оголосили про створення Error. Гурт випусти дебютний сингл «404», що є пародією на «In a Second» (кит.: 一秒間) Mirror.
У 2019 році група разом зі своїм менеджером Хуан Хуейцзюнь, провели своє перше телешоу «Чудернацьке шоу Error» (кит.: 花姐ERROR遊). У жовтні того ж року Error провели своє перше стендап-шоу на стадіоні Макферсон. У 2020 році з синглом «Handsome Guys» вони завоювали першу позицію в чартах RTHK.

### Зростання популярності
Error вели реаліті-шоу «Міс Маска» (кит.: 最後一屆口罩小姐選舉), що вийшла в ефір у березні 2021 року. Це викликало коментарі конкурента ViuTV, заступника генерального директора телеканалу TVB Еріка Цанґа, який розкритикував ViuTV за низьку глядацьку аудиторію, а шоу — за нішевість. 11 квітня 2021 року перед ефіром фіналу Денис Квок саркастично спростував коментарі Цанґа, що стало поштовхом до зростання його популярності, а також популярності гурту. У травні 2021 року реаліті-шоу «Селфі-проєкт ERROR» (кит.: ERROR自肥企画) було на слуху в Гонконзі, сервер сайту ViuTV навіть зіткнувся з технічними проблемами під час завантаження останньої серії через великий трафік на вебсайт.

## Члени
| Ім'я       | Ім'я       | Ім'я   | Псевдонім | Дата народження          | Рейтинг в King Maker |
| (укр.)     | (англ.)    | (кит.) | Псевдонім | Дата народження          | Рейтинг в King Maker |
| ---------- | ---------- | ------ | --------- | ------------------------ | -------------------- |
| Люнь Їп    | Leung Yip  | 梁業   | Fatboy    | 14 січня 1990 (35 років) | 4                    |
| Денис Квок | Denis Kwok | 郭嘉駿 | 193       | 14 січня 1990 (35 років) | Топ 40               |
| Ді Го      | Dee Ho     | 何啟華 | Dee       | 10 серпня 1990 (34 роки) | Топ 30               |
| Покі Нґ    | Poki Ng    | 吳保錡 | Poki      | 25 січня 1991 (34 роки)  | Топ 20               |

## Дискографія
| Рік  | Назва                            | Примітки |
| ---- | -------------------------------- | -------- |
| 2018 | 404                              | [ 13 ]   |
| 2019 | Kill My Manager (殺死我的經理人) | [ 14 ]   |
| 2019 | We Are Not Broken (我們不碎)     | [ 15 ]   |
| 2020 | Handsome Guys (我們很帥)         | [ 16 ]   |
| 2021 | I Promise                        | [ 17 ]   |
| 2021 | We Don't Chok (我們不Chok)       | [ 18 ]   |
| 2022 | Love on Duty (愛情值日生)        | [ 19 ]   |